# Fleury-la-Montagne
Pour les articles homonymes, voir Fleury.
Fleury-la-Montagne est une commune française située dans le département de Saône-et-Loire, en région Bourgogne-Franche-Comté.

## Géographie
Fleury-la-Montagne fait partie du Brionnais. La commune est à 7 km de Charlieu et à 23 km de Roanne.

### Dinechin
Dinechin est un lieu-dit situé dans la commune de Fleury-la-Montagne. Il donne son nom à la famille Dupont de Dinechin dont fait partie Mgr Renaud de Dinechin.
Richesses : labourage et pâturage.

### Climat
Pour des articles plus généraux, voir Climat de la Bourgogne-Franche-Comté et Climat de Saône-et-Loire.
En 2010, le climat de la commune est de type climat océanique dégradé des plaines du Centre et du Nord, selon une étude du Centre national de la recherche scientifique s'appuyant sur une série de données couvrant la période 1971-2000. En 2020, Météo-France publie une typologie des climats de la France métropolitaine dans laquelle la commune est exposée à un climat de montagne ou de marges de montagne et est dans la région climatique Centre et contreforts nord du Massif Central, caractérisée par un air sec en été et un bon ensoleillement.
Pour la période 1971-2000, la température annuelle moyenne est de 10,4 °C, avec une amplitude thermique annuelle de 16,5 °C. Le cumul annuel moyen de précipitations est de 887 mm, avec 10,9 jours de précipitations en janvier et 7,6 jours en juillet. Pour la période 1991-2020, la température moyenne annuelle observée sur la station météorologique de Météo-France la plus proche, « Charlieu », sur la commune de Charlieu à 6 km à vol d'oiseau, est de 11,6 °C et le cumul annuel moyen de précipitations est de 769,3 mm. 
La température maximale relevée sur cette station est de 41 °C, atteinte le 24 juillet 2019 ; la température minimale est de −16 °C, atteinte le 13 janvier 2003,,.
Les paramètres climatiques de la commune ont été estimés pour le milieu du siècle (2041-2070) selon différents scénarios d'émission de gaz à effet de serre à partir des nouvelles projections climatiques de référence DRIAS-2020. Ils sont consultables sur un site dédié publié par Météo-France en novembre 2022.

## Urbanisme

### Typologie
Au 1er janvier 2024, Fleury-la-Montagne est catégorisée commune rurale à habitat dispersé, selon la nouvelle grille communale de densité à sept niveaux définie par l'Insee en 2022.
Elle est située hors unité urbaine. Par ailleurs la commune fait partie de l'aire d'attraction de Roanne, dont elle est une commune de la couronne,. Cette aire, qui regroupe 88 communes, est catégorisée dans les aires de 50 000 à moins de 200 000 habitants,.

### Occupation des sols
L'occupation des sols de la commune, telle qu'elle ressort de la base de données européenne d’occupation biophysique des sols Corine Land Cover (CLC), est marquée par l'importance des territoires agricoles (89,4 % en 2018), une proportion identique à celle de 1990 (89,4 %). La répartition détaillée en 2018 est la suivante : prairies (78,6 %), zones agricoles hétérogènes (10,9 %), zones urbanisées (7,3 %), forêts (3,3 %). L'évolution de l’occupation des sols de la commune et de ses infrastructures peut être observée sur les différentes représentations cartographiques du territoire : la carte de Cassini (XVIIIe siècle), la carte d'état-major (1820-1866) et les cartes ou photos aériennes de l'IGN pour la période actuelle (1950 à aujourd'hui).

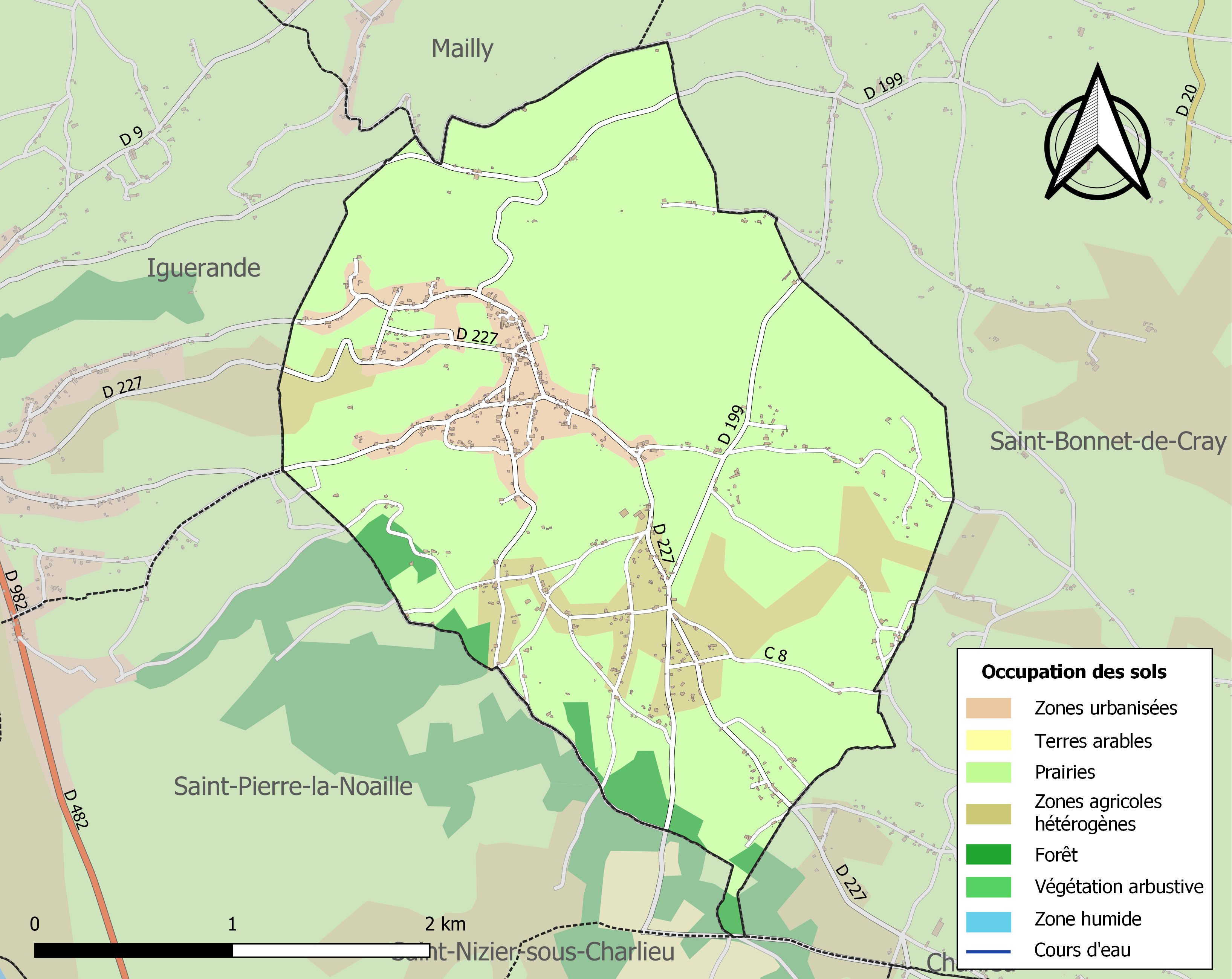
Carte des infrastructures et de l'occupation des sols de la commune en 2018 (CLC).

## Toponymie
Autrefois appelée : Fleuriè sur Loire ou la Montagne, le nom de la commune vient selon les historiens Jean Rigaud et Mario Rossi, de « Villa Florius » désignant un domaine gallo-romain.

## Histoire
La paroisse de Fleury est mentionnée dans un accord conclu entre l'abbé de La Bénisson-Dieu et le seigneur de Semur, Jean de Châteauvilain en 1279. Au départ, le village était une abbaye de quelques moines et  les voyageurs pouvaient s'y reposer. Le hameau s'est ensuite transformé en village et existait en tant que terre de vignoble dès le XVIe siècle.

## Politique et administration
| Période                                  | Période   | Identité              | Étiquette | Qualité |
| ---------------------------------------- | --------- | --------------------- | --------- | ------- |
| 1946                                     | mars 1959 | Anthony Polette       |           |         |
| mars 1959                                | mars 1989 | Gaston-Pierre Charnay |           |         |
| mars 1989                                | mars 2001 | René Lacroix          |           |         |
| mars 2001                                | mars 2008 | Abel Barnaud          |           |         |
| mars 2008                                | mars 2014 | Daniel Vincent        |           |         |
| mars 2014                                | en cours  | Georges Mathieu       |           |         |
| Les données manquantes sont à compléter. |           |                       |           |         |

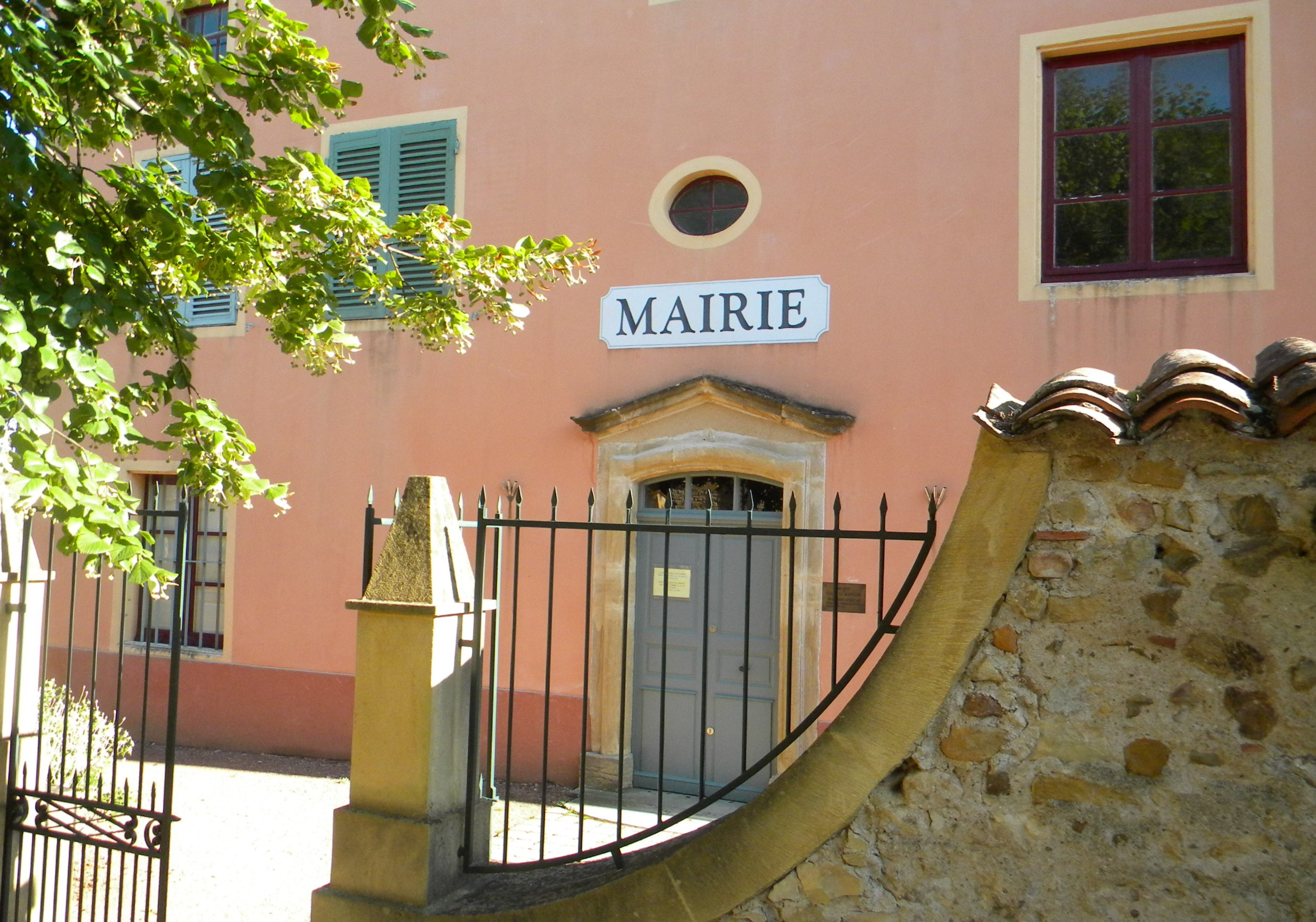
La mairie.
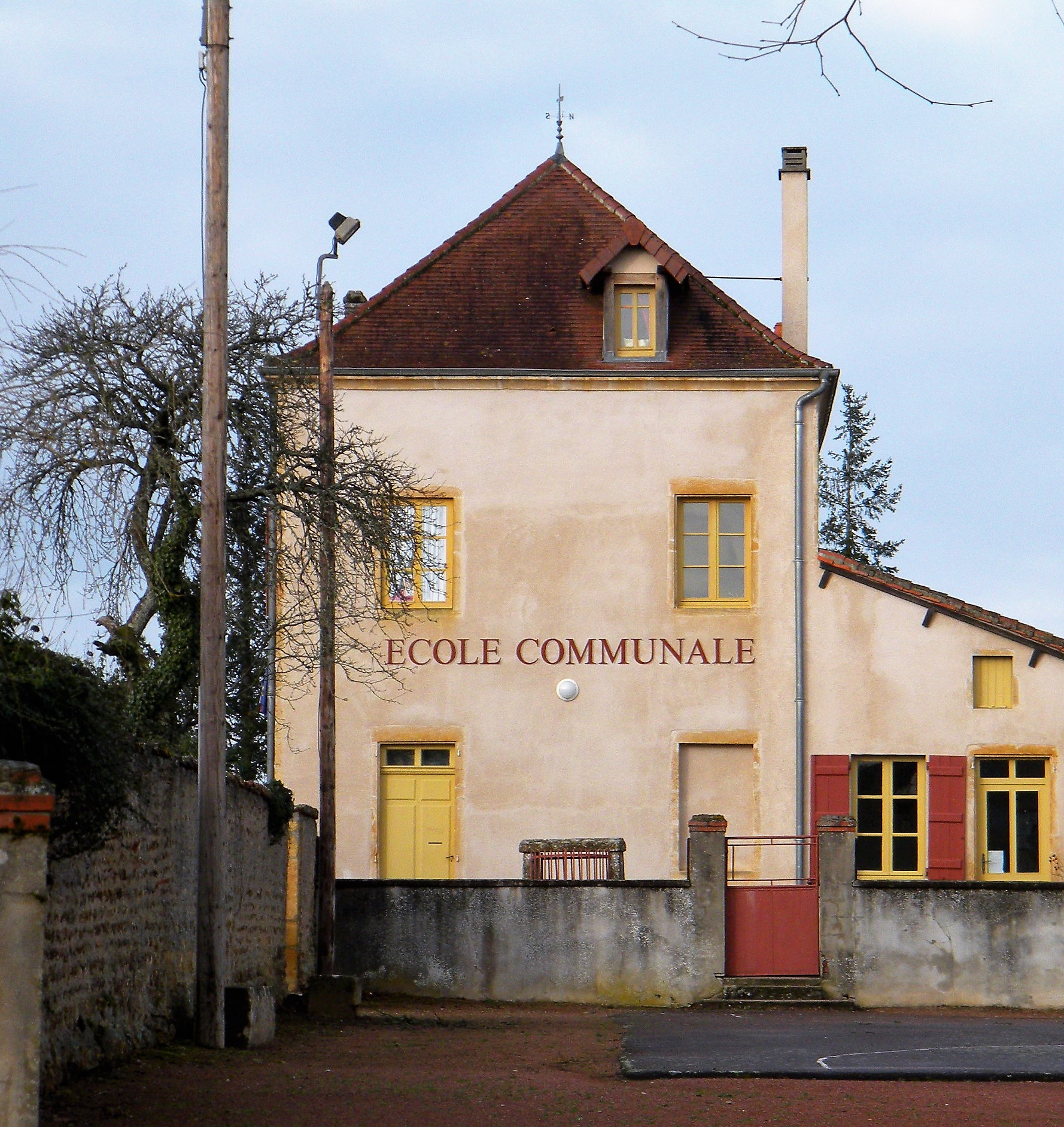
L'école communale.

## Démographie
L'évolution du nombre d'habitants est connue à travers les recensements de la population effectués dans la commune depuis 1793. Pour les communes de moins de 10 000 habitants, une enquête de recensement portant sur toute la population est réalisée tous les cinq ans, les populations de référence des années intermédiaires étant quant à elles estimées par interpolation ou extrapolation. Pour la commune, le premier recensement exhaustif entrant dans le cadre du nouveau dispositif a été réalisé en 2008.

En 2022, la commune comptait 722 habitants, en évolution de +5,4 % par rapport à 2016 (Saône-et-Loire : −1,06 %, France hors Mayotte : +2,11 %).
| 1793  | 1800  | 1806  | 1821  | 1831  | 1836  | 1841  | 1846  | 1851  |
| ----- | ----- | ----- | ----- | ----- | ----- | ----- | ----- | ----- |
| 1 044 | 1 017 | 1 136 | 1 176 | 1 225 | 1 264 | 1 234 | 1 253 | 1 294 |

| 1856  | 1861  | 1866  | 1872  | 1876  | 1881  | 1886  | 1891  | 1896  |
| ----- | ----- | ----- | ----- | ----- | ----- | ----- | ----- | ----- |
| 1 257 | 1 239 | 1 248 | 1 203 | 1 223 | 1 251 | 1 252 | 1 212 | 1 146 |

| 1901  | 1906  | 1911  | 1921 | 1926 | 1931 | 1936 | 1946 | 1954 |
| ----- | ----- | ----- | ---- | ---- | ---- | ---- | ---- | ---- |
| 1 160 | 1 143 | 1 033 | 784  | 734  | 695  | 639  | 556  | 519  |

| 1962 | 1968 | 1975 | 1982 | 1990 | 1999 | 2006 | 2008 | 2013 |
| ---- | ---- | ---- | ---- | ---- | ---- | ---- | ---- | ---- |
| 436  | 415  | 430  | 526  | 587  | 561  | 608  | 620  | 663  |

| 2018 | 2022 | - | - | - | - | - | - | - |
| ---- | ---- | - | - | - | - | - | - | - |
| 696  | 722  | - | - | - | - | - | - | - |

## Culture locale et patrimoine

### Lieux et monuments
- Église Saint-Barthélemy.
- Chapelle de la Barnaudière.
- Chapelle Saint-Joseph « Les agrots ».
- Château de Dinechin.
- Château d'Ecreux.
- Faïences de pays.

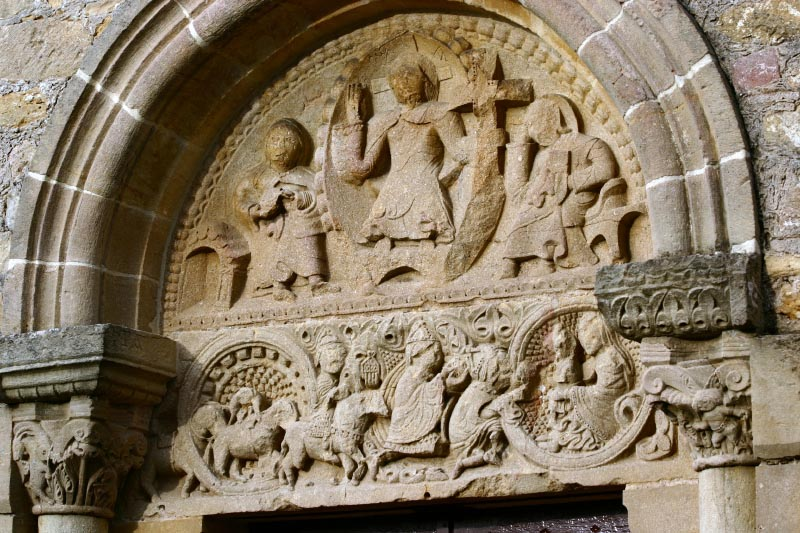
Église : tympan.
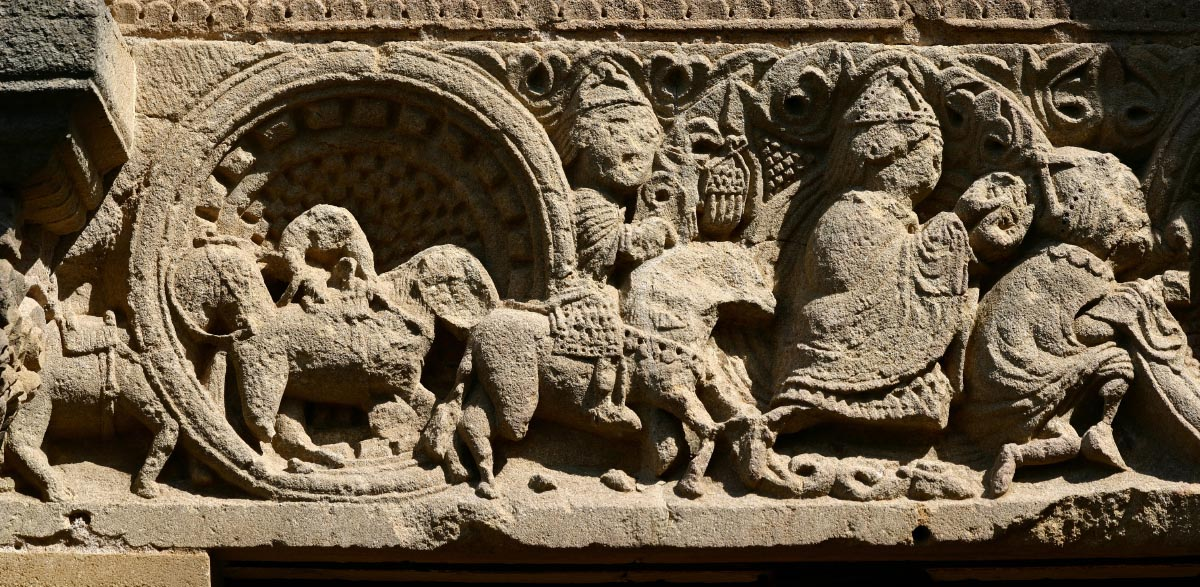
Église : linteau.
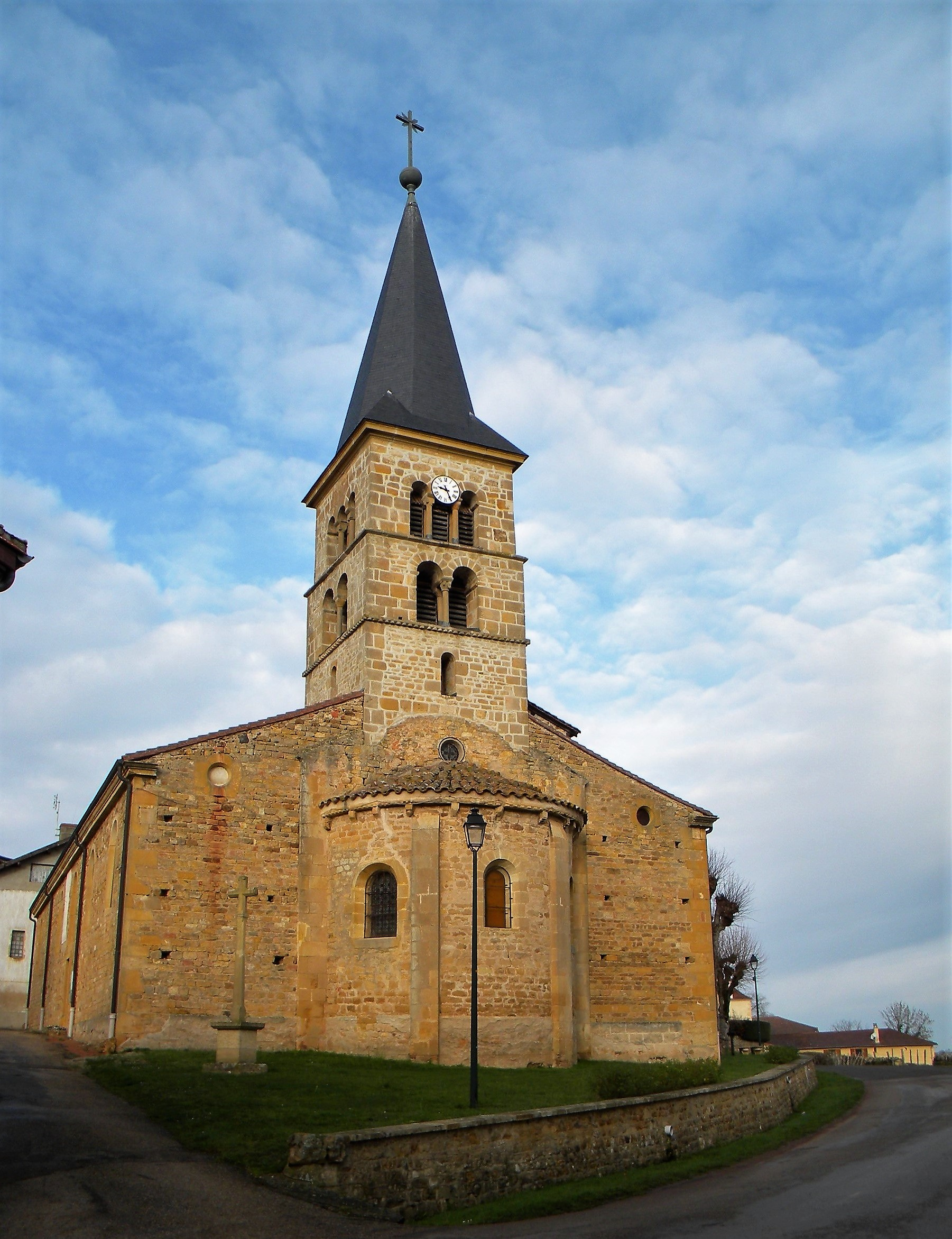
L'église, chevet.
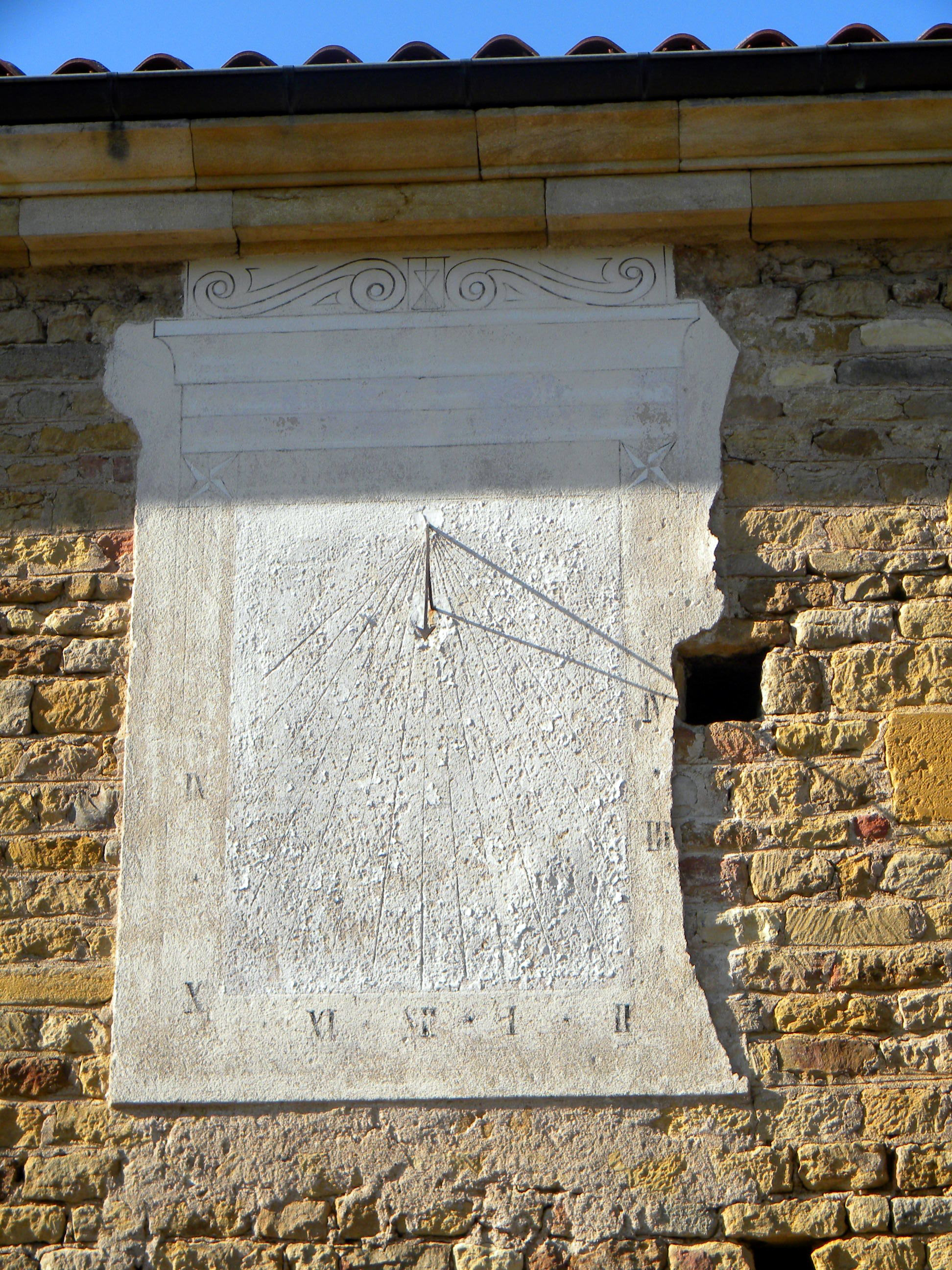
Cadran solaire.

## Pour approfondir